# Paul Wittgenstein (philosophe)
Pour les articles homonymes, voir Paul Wittgenstein.
Paul Wittgenstein (né en 1907 à Vienne, mort le 13 novembre 1979 à Linz) est un excentrique, connu pour être le personnage du roman de Thomas Bernhard, Le Neveu de Wittgenstein.

## Biographie
Paul Wittgenstein est un petit-fils de l'industriel Paul Wittgenstein et de son épouse Justine Hochstetter. Son père Paul Karl ("Carletto") Wittgenstein est un cousin du philosophe Ludwig Wittgenstein. Paul Wittgenstein fait sa scolarité au Theresianum puis étudie les mathématiques. Dès son jeune âge, un trouble maniaco-dépressif se manifeste, l'empêchant d'avoir une vie stable. Il devient connu à Vienne, notamment pour sa passion pour l'opéra.

## Culture
L'apparence inhabituelle et le talent rhétorique du "génie sans résultat" (comme le qualifie l'écrivain Camillo Schaefer) sont des sources d'inspirations. Après sa mort, la maison d'édition Freibord publie l'hommage de Schaefer qui publiera ses souvenirs avec lui.
Ö1 lui consacre le 26 septembre 2010 une émission pendant laquelle, outre les évocations de personnes l'ayant connu comme Thaddäus Podgorski, on lit de longs passages des œuvres dans la langue originale de l'excentrique.
Il devient connu grâce au roman de Thomas Bernhard qui ne fait pas une biographie classique mais s'inspire des douze dernières années de sa vie pour parler des maladies physiques et mentales.

## Source de la traduction
- (de) Cet article est partiellement ou en totalité issu de l’article de Wikipédia en allemand intitulé « Paul Wittgenstein (Philosoph) » (voir la liste des auteurs).